# Анна Политковская: семь лет на линии фронта
«Анна Политковская: семь лет на линии фронта» (англ. Anna, seven years on the frontline) — нидерландский документальный фильм 2008 года, снятый режиссёром Марией Новиковой, в котором рассказывается об истории убийства российской журналистки Анны Политковской.
Премьера фильма состоялась 24 июня 2008 года в московском музее и общественном центре «Мир, прогресс, права человека» им. А. Д. Сахарова. 24 сентября 2008 фильм показали в Ханты-Мансийске в рамках XII Международного фестиваля телевизионных программ и фильмов «Золотой бубен».

## Сюжет
В фильме рассказывается о деятельности Анны Политковской в последние семь лет её жизни, показаны документальные кадры из Чечни, связанные с зачистками, исчезновениями мирных граждан, пытками и убийствами. Подробно освещается дело полковника Юрия Буданова, рассказывается о трагедиях «Норд-Оста» и Беслана. В фильме используются фрагменты выступления Анны Политковской на первой конференции коалиции «Другая Россия» в 2006 году.

## Награды
В мае 2008 года фильму была присуждена премия международной правозащитной организации Amnesty International.